# Мурдій Ігор Юрійович
Ігор Юрійович Мурдій — український підприємець, політик і громадський діяч. Народний депутат України IX скликання.

## Життєпис
Народився 8 серпня 1982 року у м. Новоукраїнка Кіровоградської області.

### Освіта
Здобув вищу освіту в Кіровоградському національному технічному університеті (2004 рік). Здобув освітній ступінь магістра «Підйомно-транспортних, будівельних, дорожніх, меліоративних, землерийних машин та обладнання».
У 2013 році закінчив Харківський національний автомобільно-дорожній університет. Здобув освітній ступінь магістра «Будівництво доріг та аеродромів».

### Професійна діяльність
Розпочав свій кар'єрний шлях з посади інженера-конструктора технічного відділу АТ «Будмаш» у 2005 році. Згодом працював інженером з техніки безпеки у ТОВ "НВП «Евротек» (цивільне будівництво) (м. Київ).
У 2007 році обійняв посаду провідного спеціаліста інспекції державного технічного нагляду Кіровоградської обласної державної адміністрації.
З 2008 по 2009 рік працював головним інженером ПП «ГРАДОТЕК» (виробництво будматеріалів), м. Кіровоград.
Пізніше був головним інженером філії «Новгородківський райавтодор» ДП «Кіровоградський облавтодор» ПАТ ДАК «Автомобільні дороги України».
З 2010 року очолював філію «Новгородківський райавтодор» ДП «Кіровоградський облавтодор».
У серпні 2013 року став директором КП «Трест зеленого господарства» Кіровоградської міської ради.
У липні 2015 року був заступником директора ПП «Тек Центр» (дорожні ремонтно-будівельні роботи) (м. Кропивницький), а згодом очолив вказане підприємство, де працює й по теперішній час.
Член Всеукраїнської громадської організації «Гільдія інженерів технічного нагляду за будівництвом об'єктів архітектури».

### Політична діяльність
На парламентських виборах 2019 року обраний народним депутатом по по виборчому округу № 100 від партії «Слуга народу». У Раді увійшов до Комітету Верховної Ради з питань транспорту та інфраструктури. Член тимчасової слідчої комісії ВРУ з питань перевірки та оцінки стану акціонерного товариства «Українська залізниця», розслідування фактів можливої бездіяльності, порушення законодавства України органами управління зазначеного підприємства, що призвели до значного погіршення технічного стану підприємства та основних виробничих показників (з 27 січня 2021).

## Критика
У 2022 році проголосував за містобудівну реформу, яка впроваджувалася в інтересах забудовників.

## Особисте життя
Одружений. Виховує разом із дружиною двох дітей.